# Liste der Biografien/Rey
Liste der Biografien |
Portal Biografien |
Personensuche
# |
A |
B |
C |
D |
E |
F |
G |
H |
I |
J |
K |
L |
M |
N |
O |
P |
Q |
R |
S |
T |
U |
V |
W |
X |
Y |
Z |
?
 
Ra |
Rb |
Rd |
Re |
Rh |
Ri |
Rj |
Rk |
Rl |
Rm |
Rn |
Ro |
Rr |
Rs |
Rt |
Ru |
Rv |
Rw |
Rx |
Ry |
Rz
 
Rea |
Reb |
Rec |
Red |
Ree |
Ref |
Reg |
Reh |
Rei |
Rej |
Rek |
Rel |
Rem |
Ren |
Reo |
Rep |
Req |
Rer |
Res |
Ret |
Reu |
Rev |
Rew |
Rex |
Rey |
Rez
Die Liste der Biografien führt alle Personen auf, die in der deutschsprachigen Wikipedia einen Artikel haben. Dieses ist eine Teilliste mit 482 Einträgen von Personen, deren Namen mit den Buchstaben „Rey“ beginnt.

## Rey
- Rey Ardid, Ramón (1903–1988), spanischer Schachspieler und Psychiater
- Rey Colaço, Alice (1890–1978), portugiesische Malerin, Illustratorin, Sängerin, Bühnen- und Kostümbildnerin
- Rey Colaço, Amélia (1898–1990), portugiesische Regisseurin und Schauspielerin
- Rey d’Harcourt, Domingo (1883–1939), spanischer Armeeoffizier
- Rey García, Alba (* 2002), spanische Tennisspielerin
- Rey Pastor, Julio (1888–1962), spanischer Mathematiker und Mathematikhistoriker
- Rey Prendes, Julio Adolfo (1932–2010), salvadorianischer Politiker
- Rey Rodríguez, Islena (* 1957), kolumbianische Menschenrechtlerin
- Rey Rosa, Rodrigo (* 1958), guatemaltekischer Schriftsteller und Übersetzer
- Rey Salgado, Juan Carlos (* 1952), spanischer Diplomat und Botschafter der Europäischen Union
- Rey&Kjavik, deutscher DJ und Musikproduzent
- Rey, Abel (1873–1940), französischer Wissenschaftsphilosoph und Wissenschaftshistoriker
- Rey, Agapito (1892–1987), US-amerikanischer Romanist und Hispanist spanischer Herkunft
- Rey, Alain (1928–2020), französischer Lexikograf und Gelehrter
- Rey, Alain (* 1982), Schweizer Skibergsteiger
- Rey, Alberto (1915–2001), chilenischer Harfenist
- Rey, Alejandro (1930–1987), argentinisch-amerikanischer Schauspieler und Fernsehregisseur
- Rey, Alexandre (* 1972), Schweizer Fussballspieler
- Rey, Alvino (1908–2004), US-amerikanischer Jazz-Gitarrist und Bandleader
- Rey, Anne-Flore (* 1962), französische Skirennläuferin
- Rey, Anne-Marie (1937–2016), Schweizer Frauenrechtlerin und Politikerin (SP)
- Rey, Antoine (* 1986), Schweizer Fussballspieler
- Rey, Bárbara (* 1950), spanische Fernsehmoderatorin und Schauspielerin
- Rey, Bruno (1935–2017), Schweizer Innenarchitekt und MöbeldesignerBruno Rey (1935–2017)

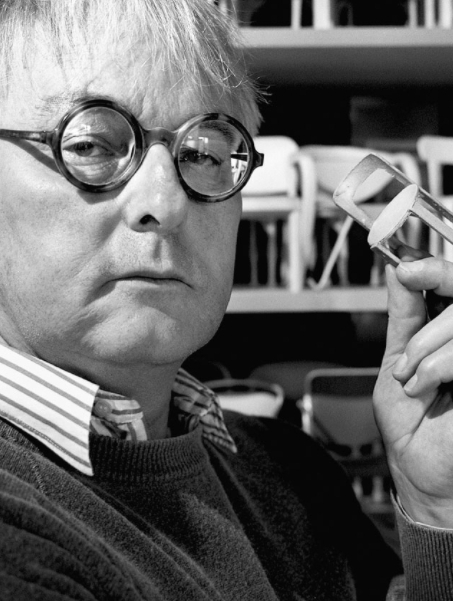
Bruno Rey (1935–2017)

- Rey, Cemal Reşit (1904–1985), türkischer Komponist
- Rey, Claudius (1817–1895), französischer Entomologe
- Rey, Denis (* 1966), französischer Skirennläufer
- Rey, Domingo, argentinischer Musiker
- Rey, Dominique (* 1952), französischer Geistlicher und emeritierter römisch-katholischer Bischof von Fréjus-Toulon
- Rey, Edelbert (* 1929), deutscher Fußballspieler
- Rey, Éloïse (* 2002), französische Schauspielerin
- Rey, Émile (1846–1895), italienischer Bergführer
- Rey, Fabien (* 1981), französischer Straßenradrennfahrer
- Rey, Fausto (* 1951), dominikanischer Sänger
- Rey, Fernando (1917–1994), spanischer Schauspieler
- Rey, Florián (1894–1962), spanischer Filmregisseur, Drehbuchautor und Filmproduzent
- Rey, Gabino (1928–2006), spanischer Maler
- Rey, Gaston (1904–1978), französischer Schauspieler
- Rey, Gilbert (* 1930), Schweizer Fussballspieler
- Rey, H. A. (1898–1977), deutsch-amerikanischer Kinderbuchautor und -illustrator
- Rey, Hans (* 1966), Schweizer Extreme-MountainbikerHans Rey (* 1966)

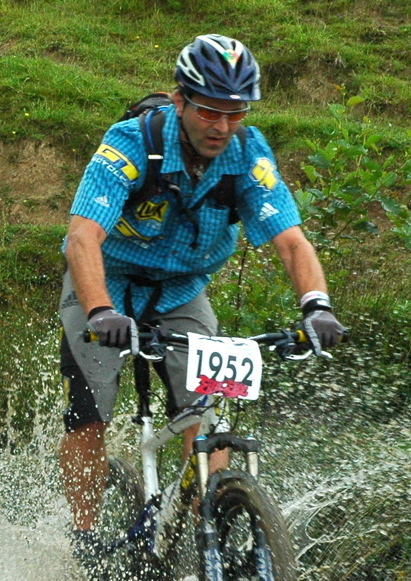
Hans Rey (* 1966)

- Rey, Heinz (* 1943), Schweizer Rechtswissenschafter und Hochschullehrer
- Rey, Hélène (* 1970), französische Ökonomin
- Rey, Henri (1903–1977), französischer Politiker, Mitglied der Nationalversammlung und Minister, Verfassungsrichter
- Rey, Jacinto (* 1972), spanischer Schriftsteller
- Rey, Jacques (1923–2012), Schweizer Automobilrennfahrer
- Rey, Jean († 1645), französischer Chemiker
- Rey, Jean (1902–1983), belgischer Jurist und liberaler Politiker, MdEP
- Rey, Jean (1925–1950), französischer Radsportler
- Rey, Jean Guillaume Charles Eugene (1838–1909), deutscher Entomologe und Ornithologe
- Rey, Jean-Baptiste (1734–1810), französischer Komponist und Operndirektor
- Rey, Jean-Noël (1949–2016), Schweizer Beamter, Manager und Politiker (SP)
- Rey, Jean-Yves (* 1970), Schweizer Skibergsteiger und Marathonläufer
- Rey, José Manuel (* 1975), venezolanischer Fußballspieler
- Rey, Joseph (1899–1990), französischer Politiker
- Rey, Julien, französischer Filmeditor
- Rey, Julio (* 1972), spanischer Langstreckenläufer
- Rey, Koos de la (1847–1914), burischer General während des Zweiten BurenkriegesKoos de la Rey (1847–1914)

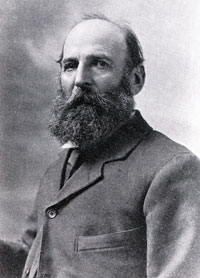
Koos de la Rey (1847–1914)

- Rey, Louis Emmanuel (1768–1846), französischer Général de division
- Rey, Luis (* 1955), mexikanisch-spanischer Illustrator und Paläokünstler
- Rey, Luis Gabriel (* 1980), kolumbianischer Fußballspieler
- Rey, Manfred van (* 1940), deutscher Historiker und Archivar
- Rey, Marc-Michel (1720–1780), Verleger
- Rey, Margret (1906–1996), amerikanische Kinderbuchautorin
- Rey, Marie Michèle (1938–2019), haitianische Politikerin
- Rey, Marion (* 1999), Schweizer Fussballspielerin
- Rey, Marjorie (* 1978), französische Snowboarderin
- Rey, Matías (* 1984), argentinischer Hockeyspieler
- Rey, Michel (1932–2020), Schweizer Skilangläufer
- Rey, Omar Gomez (1957–2022), kolumbianischer Maler
- Rey, Paul (* 1992), schwedischer Sänger und Songwriter
- Rey, Pierre (1899–1966), französischer Autorennfahrer
- Rey, Pierre (1930–2006), französischer Journalist und Schriftsteller
- Rey, Rafael Eleuterio (1933–2024), argentinischer Geiustlicher und Bischof von Zárate-Campana
- Rey, Régis (1929–2022), französischer Skispringer
- Rey, Robert (* 1934), französischer Skispringer
- Rey, Roberto (1905–1972), chilenischer Schauspieler
- Rey, Rudolf (1814–1897), Schweizer Lithograph, Zeichner und Steindrucker
- Rey, Rudolf (1908–1993), Schweizer Politiker
- Rey, Stefan (* 1989), deutscher Jazzmusiker (Bass, Komposition)
- Rey, Théo (* 2000), französischer Basketballspieler
- Rey, Thierry (* 1959), französischer Judoka
- Rey, Werner K. (* 1943), Schweizer Finanzspekulant und UnternehmerWerner K. Rey (* 1943)

Werner K. Rey (* 1943)

- Rey-Bellet, Corinne (1972–2006), Schweizer Skirennläuferin
- Rey-Bellet, Jean-Jacques (* 1950), Schweizer Politiker
- Rey-Debove, Josette (1929–2005), französische Romanistin und Lexikografin

### Reya
- Reyad, Malika, deutsch-marokkanische Sängerin, Produzentin und Gesangspädagogin

### Reyb
- Reybard, Jean-François (1790–1863), französischer Arzt
- Reybaud, Louis (1799–1879), französischer Schriftsteller
- Reybaz, André (1922–1989), französischer Schauspieler und Theaterregisseur
- Reybekiel, Helena von (1879–1975), polnisch-britische Literaturwissenschaftlerin
- Reybekiel, Waclaw Antoni von (1902–1988), polnisch-schwedischer Maler
- Reyberger, Anton (1757–1818), österreichischer römisch-katholischer Theologe; Standesverordneter; Rektor der Universität Wien; Abt des Stiftes Melk
- Reybold, Eugene (1884–1961), US-amerikanischer Offizier, Generalleutnant der US-Army
- Reybrouck, Guido (* 1941), belgischer Radrennfahrer
- Reybrouck, Wilfried (* 1953), belgischer Radrennfahrer
- Reyburn, Amedee (1879–1920), US-amerikanischer Schwimmer und Wasserballspieler
- Reyburn, John E. (1845–1914), US-amerikanischer Politiker
- Reyburn, William S. (1882–1946), US-amerikanischer Politiker

### Reyc
- Reychler, Albert (1854–1938), belgischer Chemiker

### Reyd
- Reydams-Schils, Gretchen (* 1965), belgisch-US-amerikanische Philosophiehistorikerin
- Reyder, Bernhard (1652–1717), deutscher Benediktinerabt

### Reye
- Reye, Georg Wilhelm (1813–1885), deutscher Kaufmann
- Reye, Ralph Douglas Kenneth (1912–1977), australischer Pathologe
- Reye, Theodor (1838–1919), deutscher Mathematiker
- Reye, Wilhelm (1833–1912), deutscher Psychiater
- Reyels, Ann-Kristin (* 1976), deutsche Regisseurin und Drehbuchautorin
- Reyels, Rüdiger (* 1941), deutscher Diplomat
- Reyenga, Tijmen (* 1999), niederländischer Hockeyspieler
- Reyer, Cordula (* 1962), österreichisches Fotomodell
- Reyer, Eduard (1849–1914), österreichischer Geologe
- Reyer, Ernest (1823–1909), französischer Komponist und Musikkritiker
- Reyer, Ernst (* 1947), österreichischer Maler
- Reyer, Herbert (* 1949), deutscher Archivar
- Reyer, Jürgen (* 1943), deutscher Erziehungswissenschaftler und ehemaliger Hochschullehrer
- Reyer, Silke (1940–2011), deutsche Kommunalpolitikerin (SPD), Stadtpräsidentin von Kiel
- Reyer, Sophie (* 1984), österreichische Schriftstellerin und Komponistin
- Reyer, Walther (1922–1999), österreichischer BurgschauspielerWalther Reyer (1922–1999)

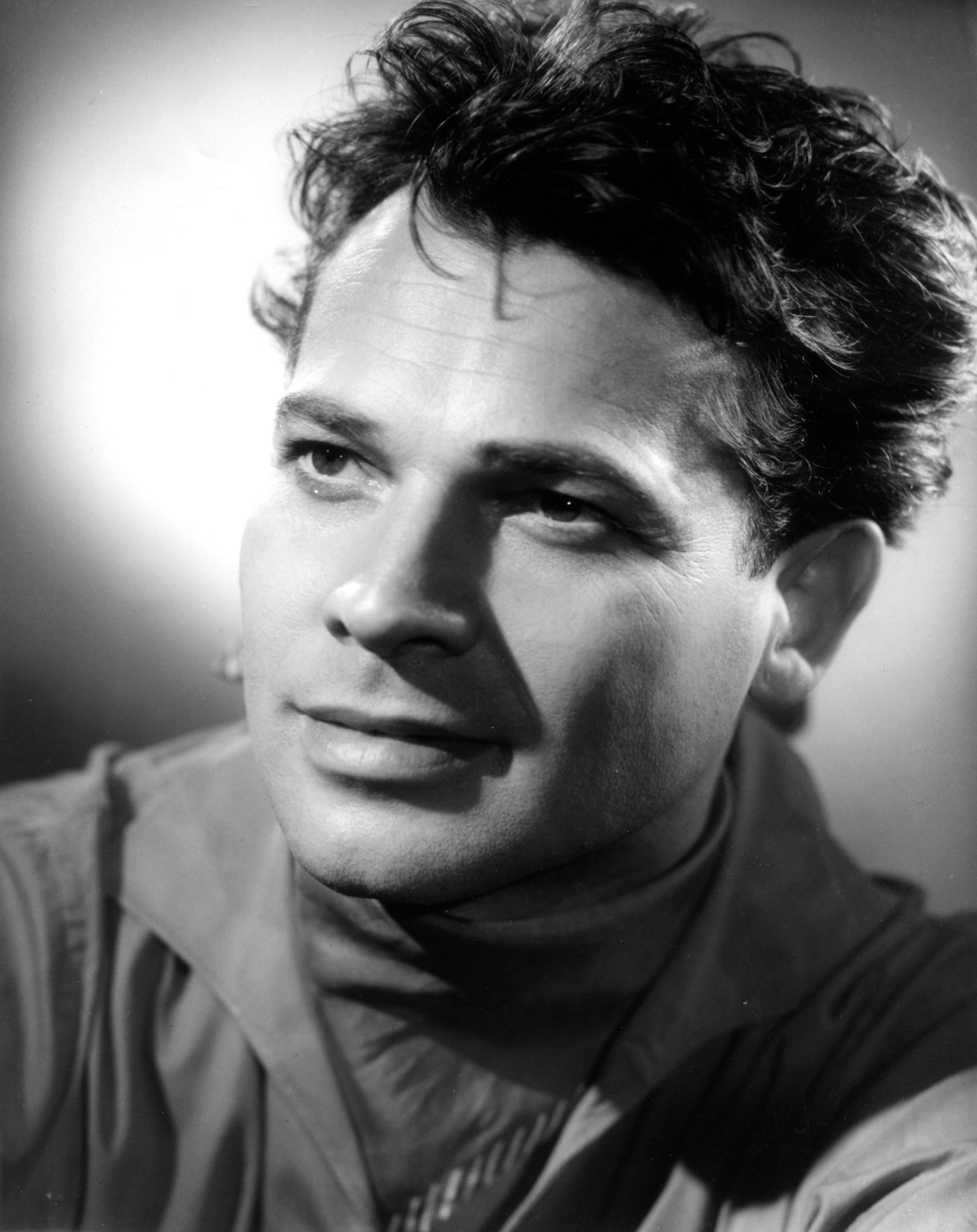
Walther Reyer (1922–1999)

- Reyers, Belinda, südafrikanische Ökologin
- Reyersbach, Clara (1897–1972), deutsch-britische Journalistin und Redaktionsleiterin
- Reyes Alfau, Radhamés (1923–2006), dominikanischer Komponist, Musiker und Arrangeur
- Reyes Ayala, Luis (1914–2008), mexikanischer Fußballspieler
- Reyes Chávez, Joaquín (* 1978), mexikanischer Fußballspieler
- Reyes Ferreira, Jesús (1880–1977), mexikanischer Maler
- Reyes Flores, Aurora (1908–1985), mexikanische Künstlerin
- Reyes Guerra, Alonso (1873–1953), salvadorianischer Diplomat
- Reyes Larios, Hipólito (1946–2021), mexikanischer Geistlicher, römisch-katholischer Erzbischof von Jalapa
- Reyes Marizan, Francisco (* 2006), dominikanisch-niederländischer Fußballspieler
- Reyes Ortíz, Eduardo (1907–1980), bolivianischer Fußballspieler
- Reyes Ramos, Alfonso (1913–1969), mexikanischer Geistlicher, römisch-katholischer Bischof von Ciudad Valles
- Reyes Salazar, Jaime, mexikanischer Fußballspieler
- Reyes Sandoval, Diego (* 1990), honduranischer Fußballspieler
- Reyes Sequera, Jonny Eduardo (* 1952), venezolanischer römisch-katholischer Ordensgeistlicher, Apostolischer Vikar von Puerto Ayacucho
- Reyes Varela, Miguel Ángel (* 1987), mexikanischer Tennisspieler
- Reyes Villa, Manfred (* 1955), bolivianischer Politiker
- Reyes Villegas, Elisabeth (* 1985), spanisches Model und Moderatorin
- Reyes y Balladares, Canuto José (1863–1951), nicaraguanischer römisch-katholischer Geistlicher, Bischof von Granada
- Reyes, Abdón, uruguayischer Fußballspieler
- Reyes, Adrián (* 2000), panamaischer Leichtathlet
- Reyes, Alejandro (* 1984), uruguayischer Fußballspieler
- Reyes, Alfonso (1889–1959), mexikanischer Schriftsteller, Dichter und Diplomat
- Reyes, Alfonso (* 1971), spanischer Basketballspieler
- Reyes, Alina (* 1956), französische Schriftstellerin
- Reyes, Andy (* 1999), costa-ricanischer Fußballspieler
- Reyes, Ángel (* 1889), kubanischer Komponist und Violinist
- Reyes, Angelo (1945–2011), philippinischer Politiker
- Reyes, Carlos (1934–1995), argentinischer Tangosänger
- Reyes, Carlos (* 1973), chilenischer Fußballspieler
- Reyes, Cristo (* 1987), spanischer Dartspieler
- Reyes, Daniel (* 1972), kolumbianischer Boxer
- Reyes, David (* 1985), chilenischer Fußballspieler
- Reyes, Diego Antonio (* 1992), mexikanischer Fußballspieler
- Reyes, Efren (* 1954), philippinischer Poolbillardspieler
- Reyes, Eladio (* 1948), peruanischer Fußballspieler
- Reyes, Enmanuel (* 1992), spanischer Boxer
- Reyes, Ernie Jr. (* 1972), US-amerikanischer Schauspieler, Kampfsportler, Choreograf, Regisseur, Produzent, Filmemacher, Drehbuchautor, Unternehmer, Sänger und StuntmanErnie Reyes, Jr. (* 1972)
- Reyes, Faustino (* 1975), spanischer Boxer

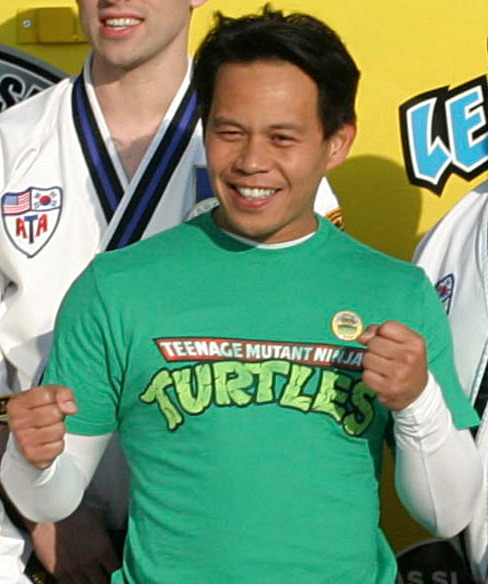
Ernie Reyes, Jr. (* 1972)

- Reyes, Felipe (* 1980), spanischer Basketballspieler
- Reyes, Fernando (* 2004), salvadorianischer Leichtathlet
- Reyes, Gabriel M. (1892–1952), philippinischer Geistlicher, katholischer Bischof
- Reyes, Gabriel Villaruz (* 1941), philippinischer Geistlicher, emeritierter römisch-katholischer Bischof von Antipolo
- Reyes, Germán (1902–1970), chilenischer Fußballspieler
- Reyes, Guillermo (* 1986), uruguayischer Fußballspieler
- Reyes, Isaac, US-amerikanischer Schauspieler
- Reyes, Joaquín (* 1974), spanischer Komiker, Schauspieler und Zeichner
- Reyes, Joel (* 1972), chilenischer Fußballspieler
- Reyes, José (1835–1905), dominikanischer Komponist und Musiker
- Reyes, José (1928–1979), französischer Flamencosänger
- Reyes, José (* 1983), dominikanischer Baseballspieler
- Reyes, José Antonio (1983–2019), spanischer Fußballspieler
- Reyes, José Pilar (* 1955), mexikanischer Fußballtorhüter
- Reyes, Juan (* 1944), kubanischer Radrennfahrer
- Reyes, Juan Carlos (* 1976), uruguayischer Fußballspieler
- Reyes, Judy (* 1967), US-amerikanische SchauspielerinJudy Reyes (* 1967)

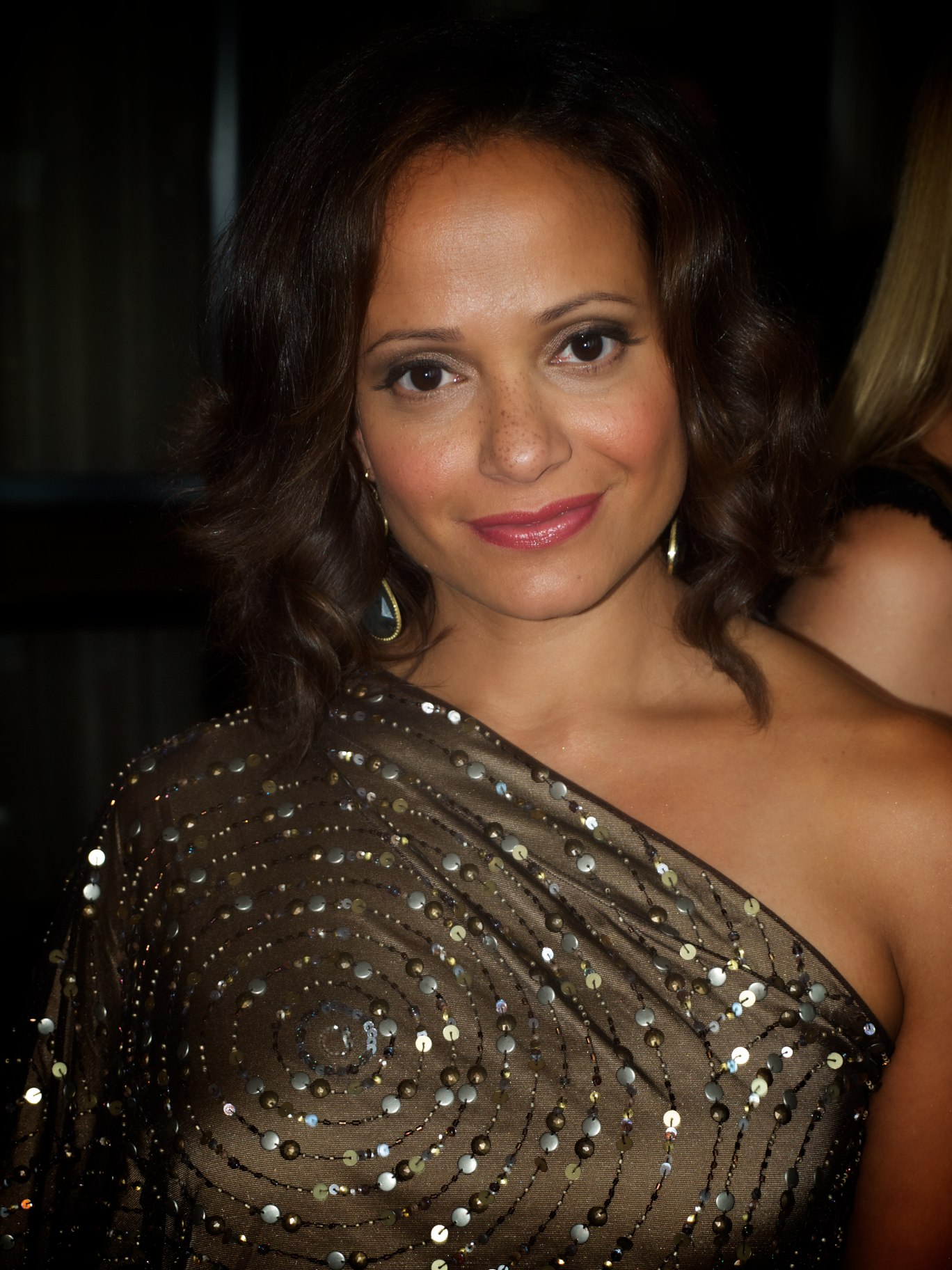
Judy Reyes (* 1967)

- Reyes, Kristófer (* 1997), philippinisch-isländischer Fußballspieler
- Reyes, Krystal (* 1996), philippinische Schauspielerin
- Reyes, Kyle (* 1993), kanadischer Judoka
- Reyes, LJ (* 1987), philippinische Schauspielerin
- Reyes, Lorenzo (* 1991), chilenischer Fußballspieler
- Reyes, Lucha (1906–1944), mexikanische Sängerin und Schauspielerin
- Reyes, Lucha (1936–1973), peruanische Sängerin
- Reyes, Luis (1911–1945), bolivianischer Fußballspieler
- Reyes, Luis (* 2000), chilenischer Leichtathlet
- Reyes, Luis Miguel (* 1958), spanischer Motorradrennfahrer
- Reyes, Luis Ricardo (* 1991), mexikanischer Fußballspieler
- Reyes, Macarena (* 1984), chilenische Weitspringerin
- Reyes, María Camila (* 2002), kolumbianische Fußballspielerin
- Reyes, Milton (* 1974), honduranischer Fußballspieler
- Reyes, Monica (* 1981), österreichische Sängerin und Schauspielerin
- Reyes, Narciso G. (1914–1996), philippinischer Schriftsteller, Diplomat und Generalsekretär der ASEAN
- Reyes, Natalia (* 1987), kolumbianische SchauspielerinNatalia Reyes (* 1987)

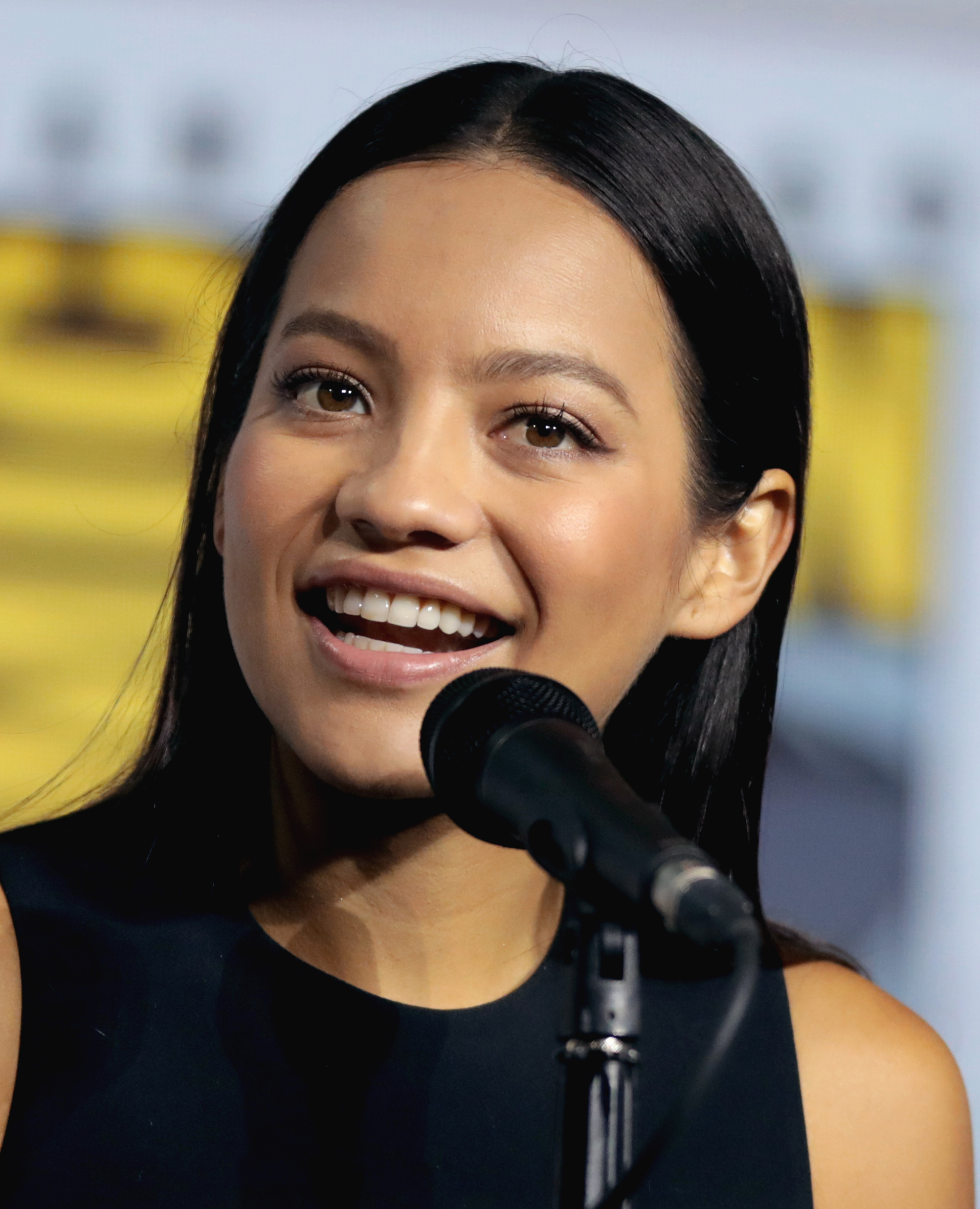
Natalia Reyes (* 1987)

- Reyes, Oscar (* 1977), englischer Umweltschützer und Autor
- Reyes, Patricio (* 1957), chilenischer Fußballspieler
- Reyes, Pedro (1959–2024), kubanischer Boxer im Fliegengewicht
- Reyes, Pedro (* 1972), mexikanischer Bildhauer
- Reyes, Pedro (* 1972), chilenischer Fußballspieler
- Reyes, Rafael (1849–1921), kolumbianischer Entdeckungsreisender, Diplomat und Politiker
- Reyes, Raúl (1948–2008), kolumbianischer Guerillakämpfer, Sprecher der Revolutionären Streitkräfte Kolumbiens (FARC)Raúl Reyes (1948–2008)

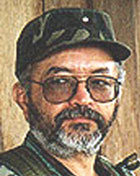
Raúl Reyes (1948–2008)

- Reyes, Rosie (1939–2024), mexikanische Tennisspielerin
- Reyes, Salvador (1936–2012), mexikanischer Fußballspieler
- Reyes, Salvador Luis (* 1968), mexikanischer Fußballspieler und -trainer
- Reyes, Sandra (1975–2024), kolumbianische Schauspielerin
- Reyes, Sandro (* 2003), philippinisch-spanischer Fußballspieler
- Reyes, Sandy, dominikanischer Merengue-Sänger
- Reyes, Sergio (* 1981), US-amerikanischer Marathonläufer
- Reyes, Silvestre (* 1944), US-amerikanischer Politiker der Demokratischen Partei
- Reyes, Silvia (* 1981), peruanische Fußballschiedsrichterin
- Reyes, Sofía (* 1995), mexikanische Popsängerin
- Reyes, Tito (1928–2007), argentinischer Tangosänger und -dichter
- Reyes, Virgilio de los, philippinischer Jurist, Hochschullehrer und Politiker
- Reyes-Napoles, Ermen (* 1989), deutscher Basketballspieler
- Reyez, Jessie (* 1991), kanadische Singer-SongwriterinJessie Reyez (* 1991)

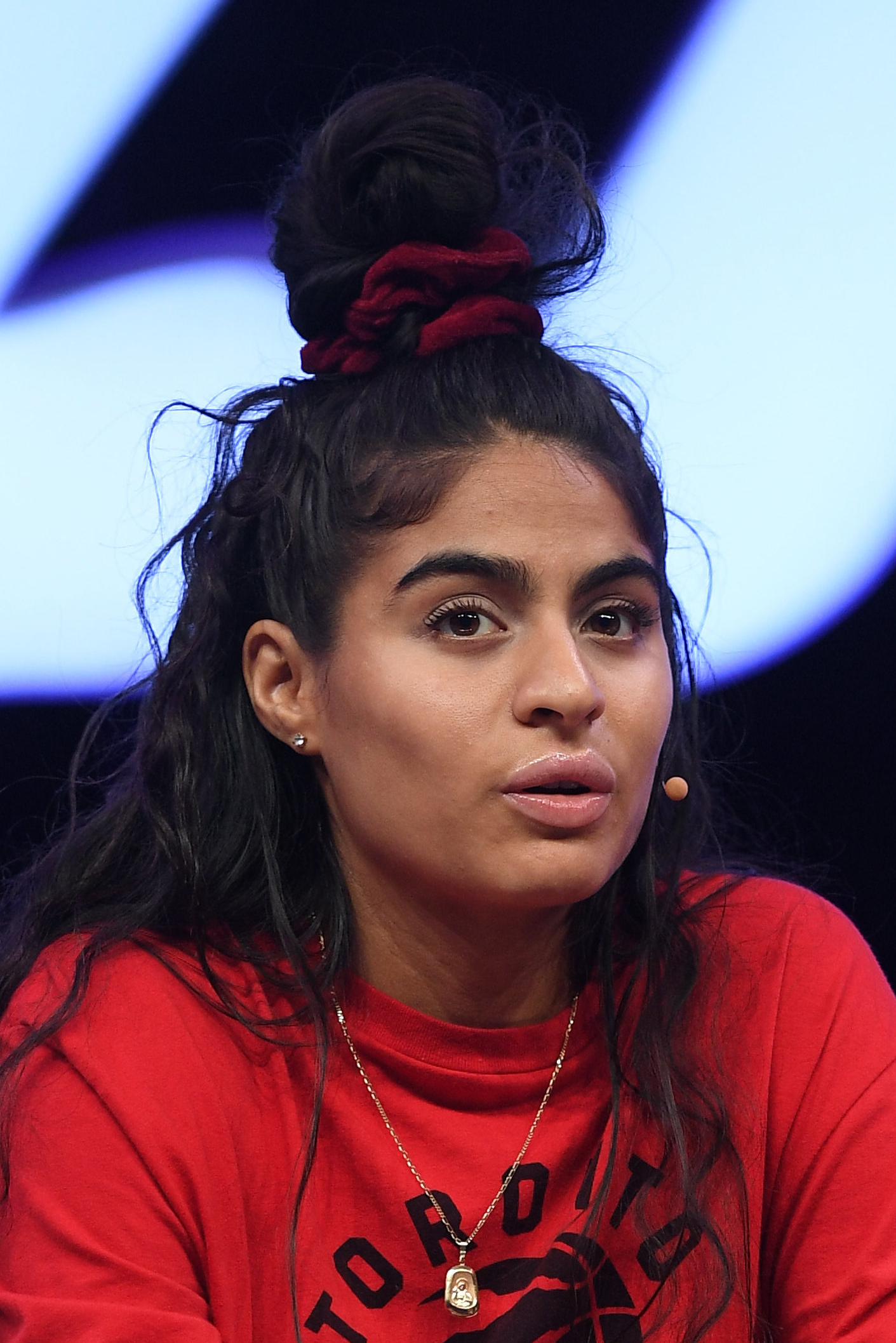
Jessie Reyez (* 1991)

### Reyf
- Reyff, Hans († 1652), Schweizer Politiker
- Reyff, Jean-François († 1673), Schweizer Baumeister, Bildhauer und Grossrat

### Reyg
- Reygadas, Carlos (* 1971), mexikanischer Filmregisseur, Drehbuchautor und Produzent
- Reyger, Gottfried (1704–1788), deutscher Naturforscher und Botaniker
- Reyger, Johann Gottfried (1725–1793), letzter Bürgermeister der freien Stadtrepublik Danzig
- Reygers, Leonie (1905–1985), deutsche Kunsthistorikerin und Museumsdirektorin

### Reyh
- Reyhani, Aşık († 2006), türkischer Volksdichter und Baglama-Spieler
- Reyhani, Markus (* 1970), deutscher Komponist
- Reyher, Andreas (1601–1673), deutscher Pädagoge
- Reyher, Carl von (1846–1891), deutsch-baltisch-russischer Chirurg
- Reyher, Hans von (1859–1932), deutscher Arzt und Mediziner
- Reyher, Ingrid von (1908–2004), deutsche Chemikerin
- Reyher, Karl von (1786–1857), preußischer General der Kavallerie, Kriegsminister und Generalstabschef
- Reyher, Karl Wolfgang Rudolf von (1879–1950), Chirurg und Mediziner
- Reyher, Kurt von (1862–1925), deutscher Generalleutnant
- Reyher, Oskar von (1832–1910), sächsischer General der Infanterie
- Reyher, Robert (1838–1877), deutscher Zeichner und Kupferstecher
- Reyher, Samuel (1635–1714), deutscher Mathematiker und Astronom
- Reyhing, Hans (1882–1961), deutscher Heimatdichter

### Reyl
- Reyl-Hanisch, Herbert von (1898–1937), österreichischer Maler
- Reylaender, Ottilie (1882–1965), deutsche Malerin
- Reyle, Anselm (* 1970), deutscher Künstler
- Reyles, Carlos (1868–1938), uruguayischer Schriftsteller

### Reym
- Reymaier, Konstantin (* 1967), österreichischer Organist, Komponist und Geistlicher
- Reyman, Henryk (1897–1963), polnischer Fußballspieler
- Reymann, Daniel Gottlob (1759–1837), deutscher Militärkartograph und Plankammer-Inspektor in Berlin
- Reymann, Detlev (* 1957), deutscher Gartenbauwissenschaftler und Hochschullehrer
- Reymann, Hans (1925–1988), deutscher Politiker (SPD), MdL
- Reymann, Hellmuth (1892–1988), deutscher Generalleutnant im Zweiten WeltkriegHellmuth Reymann (1892–1988)

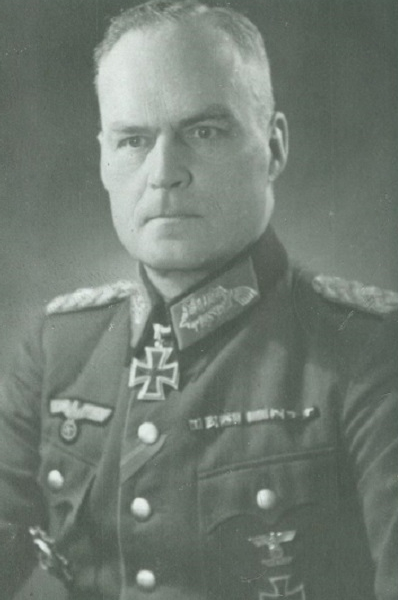
Hellmuth Reymann (1892–1988)

- Reymann, Jörg (* 1969), deutscher Comiczeichner und Grafiker
- Reymann, Max (1872–1948), deutscher Vizeadmiral der Reichsmarine
- Reymann, Paul (1879–1933), deutscher Marineoffizier, zuletzt Fregattenkapitän, Vorstandsmitglied und Direktor der Schiffswerft Henry Koch AG
- Reymann, Richard (1840–1913), deutscher Stadtgeschichtsschreiber, Autodidakt und Nagelschmied
- Reymão, Matilde (* 2000), portugiesische Schauspielerin und Model
- Reymer, Maria (1803–1852), deutsche Käserin
- Reymerswaele, Marinus van († 1567), flämischer Maler
- Reymond de Broutelles, Maurice (1862–1936), Schweizer Bildhauer, Maler und Radierer
- Reymond, Adolphe (1896–1976), Schweizer Fussballspieler
- Reymond, André (* 1940), Schweizer Politiker (SVP)
- Reymond, Arthur (* 1999), französischer Tennisspieler
- Reymond, Axel (* 1994), französischer Freiwasserschwimmer
- Reymond, Dominique (* 1957), französische Schauspielerin
- Reymond, Émile (1865–1914), französischer Mediziner, Senator und Flugpionier
- Reymond, Gustav von (1822–1887), österreichisch-schweizerischer Geograf
- Reymond, Henri (1819–1879), Schweizer Politiker
- Reymond, Henry-Daniel (* 1956), Schweizer Radrennfahrer
- Reymond, Hubert (* 1938), Schweizer Politiker (LPS)
- Reymond, Jacques (1950–2020), Schweizer Skitrainer
- Reymond, Jean (1912–1992), französischer Verwaltungsbeamter und Politiker, Präfekt von Départements und Staatsminister von Monaco
- Reymond, Louis (1772–1821), Waadtländer Revolutionär
- Reymond, Marcel (1911–2002), Schweizer Skispringer
- Reymond, Moritz von (1833–1919), deutsch-österreichischer Journalist und Schriftsteller
- Reymond, Nell (1940–2015), französische Theater-, Kino- und Fernseh-Schauspielerin und Sängerin
- Reymond, Pascal (* 1965), Schweizer Skispringer
- Reymond, Véronique (* 1971), Schweizer Schauspielerin, Drehbuchautorin und Filmregisseurin
- Reymont, Władysław (1867–1925), polnischer Schriftsteller und NobelpreisträgerWładysław Reymont (1867–1925)

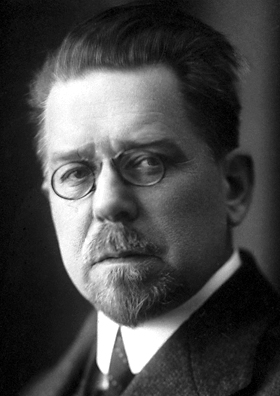
Władysław Reymont (1867–1925)

- Reymund, Josef (1756–1824), österreichischer Baumeister und Landschaftsarchitekt
- Reymundez, Leandro (* 1992), uruguayischer Fußballspieler

### Reyn
- Reyna, Ángel (* 1984), mexikanischer Fußballspieler
- Reyna, Arturo (* 1998), mexikanischer Leichtathlet
- Reyna, Carola (* 1962), argentinische Filmschauspielerin und Regisseurin
- Reyna, Claudio (* 1973), US-amerikanischer Fußballspieler
- Reyna, Fredy (1917–2001), venezolanischer Cuatrospieler und Musikpädagoge
- Reyna, Giovanni (* 2002), US-amerikanischer FußballspielerGiovanni Reyna (* 2002)

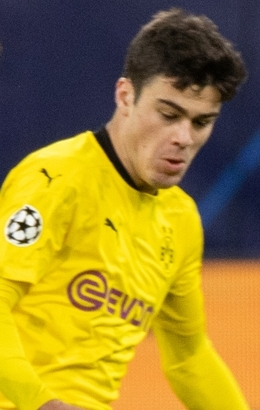
Giovanni Reyna (* 2002)

- Reyna, Jorge (* 1963), kubanischer Dreispringer
- Reyna, Yordy (* 1993), peruanischer Fußballspieler
- Reynaert (1955–2020), belgischer Sänger
- Reynaert, José (1921–2024), belgischer Fußballspieler
- Reynaert, Robert (1906–1945), belgischer römisch-katholischer Geistlicher, Weißer Vater und Märtyrer
- Reynagas, Matías (* 2002), argentinischer Langstreckenläufer
- Reynal, Gabriel (1943–2009), argentinischer Tangosänger
- Reynard, Adrian (* 1951), britischer Ingenieur und Gründer der Reynard Racing Cars Ltd.
- Reynard, George B. (1914–2008), US-amerikanischer Botaniker, Vogelbeobachter und Bioakustiker
- Reynard, Mathias (* 1987), Schweizer Politiker (SP)
- Reynard, Paul (1927–2005), US-amerikanischer Maler
- Reynaud de Montlosier, François Dominique de (1755–1838), französischer Geologe, Historiker und Politiker
- Reynaud Savioz, Nicole (* 1973), Schweizer Archäozoologin
- Reynaud, Antoine André Louis (1771–1844), französischer Mathematiker
- Reynaud, Colette (1872–1965), französische Journalistin
- Reynaud, Darius (* 1985), US-amerikanischer Footballspieler
- Reynaud, Émile (1844–1918), französischer Fotograf, Zeichner und Französischlehrer
- Reynaud, Jacques (* 1960), italienischer Modedesigner und Kostümbildner
- Reynaud, Janine (1930–2018), französisches Fotomodell und Schauspielerin
- Reynaud, Jean (1806–1863), französischer Philosoph und Vertreter des Sozialismus
- Reynaud, Marie-Line (* 1954), französische Politikerin, Mitglied der Nationalversammlung, MdEP
- Reynaud, Nicolas (* 1977), französischer Radrennfahrer
- Reynaud, Paul (1878–1966), französischer Politiker, Mitglied der NationalversammlungPaul Reynaud (1878–1966)

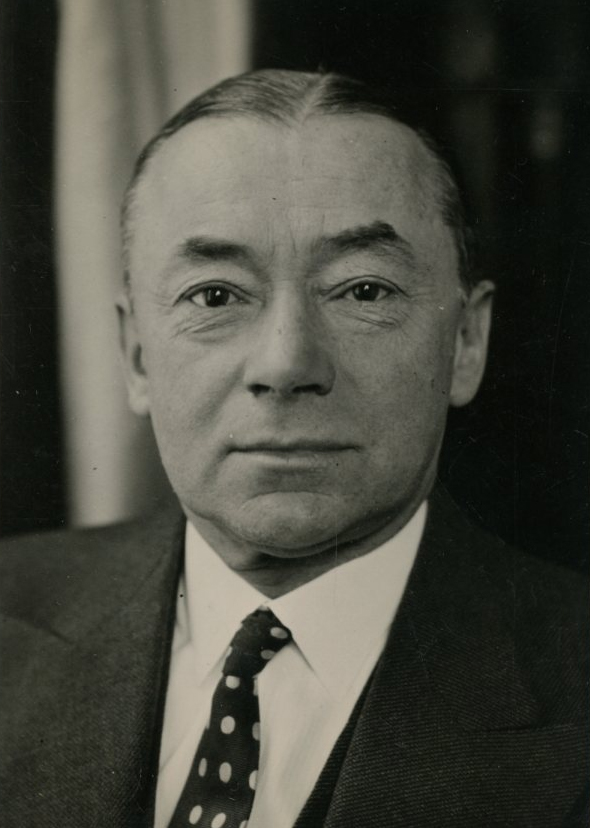
Paul Reynaud (1878–1966)

- Reynaud, Yelda (* 1972), österreichische Schauspielerin des türkischen Films
- Reynaud-Dewar, Lili (* 1975), französische Installations- und Performancekünstlerin
- Reynders, Didier (* 1958), belgischer Politiker
- Reynders, Yvonne (* 1937), belgische Radrennfahrerin
- Reyndorp, Bernard (1870–1950), niederländischer Anarchist
- Reyne, Jordan (* 1974), neuseeländische Musikerin
- Reynek, Bohuslav (1892–1971), tschechischer Dichter, Schriftsteller, Maler und Übersetzer
- Reynero, Cristián (* 1979), chilenischer Fußballspieler
- Reynero, Felipe (* 1989), chilenischer Fußballspieler
- Reynero, Roberto (* 1965), chilenischer Fußballspieler
- Reynès, Bernard (* 1953), französischer Politiker, Mitglied der Nationalversammlung
- Reynés, Vicente (* 1981), spanischer Radrennfahrer
- Reynette, Geldleiherin
- Reyni, Ingálvur av (1920–2005), färöischer Maler und Grafiker
- Reynié, Dominique (* 1960), französischer Politikwissenschaftler
- Reynier, Emil (1836–1928), deutscher Porträt- und Landschaftsmaler sowie Zeichner
- Reynier, Franck (* 1965), französischer Politiker, Mitglied der Nationalversammlung
- Reynier, Gustave (1859–1937), französischer Romanist
- Reynier, Jean-Louis-Ebenezer (1771–1814), französischer General
- Reynier, Marie (* 1956), französische Ingenieurin und Wissenschaftlerin
- Reyniers, Eddy (1946–2023), belgischer Radrennfahrer
- Reyniersz, Carel (1604–1653), Generalgouverneur von Niederländisch-Indien
- Reynir Brynjólfsson (* 1945), isländischer Skirennläufer
- Reynir Sigurðsson (1928–2017), isländischer Leichtathlet
- Reynmen (* 1995), türkischer Vlogger und Sänger kurdischer HerkunftReynmen (* 1995)

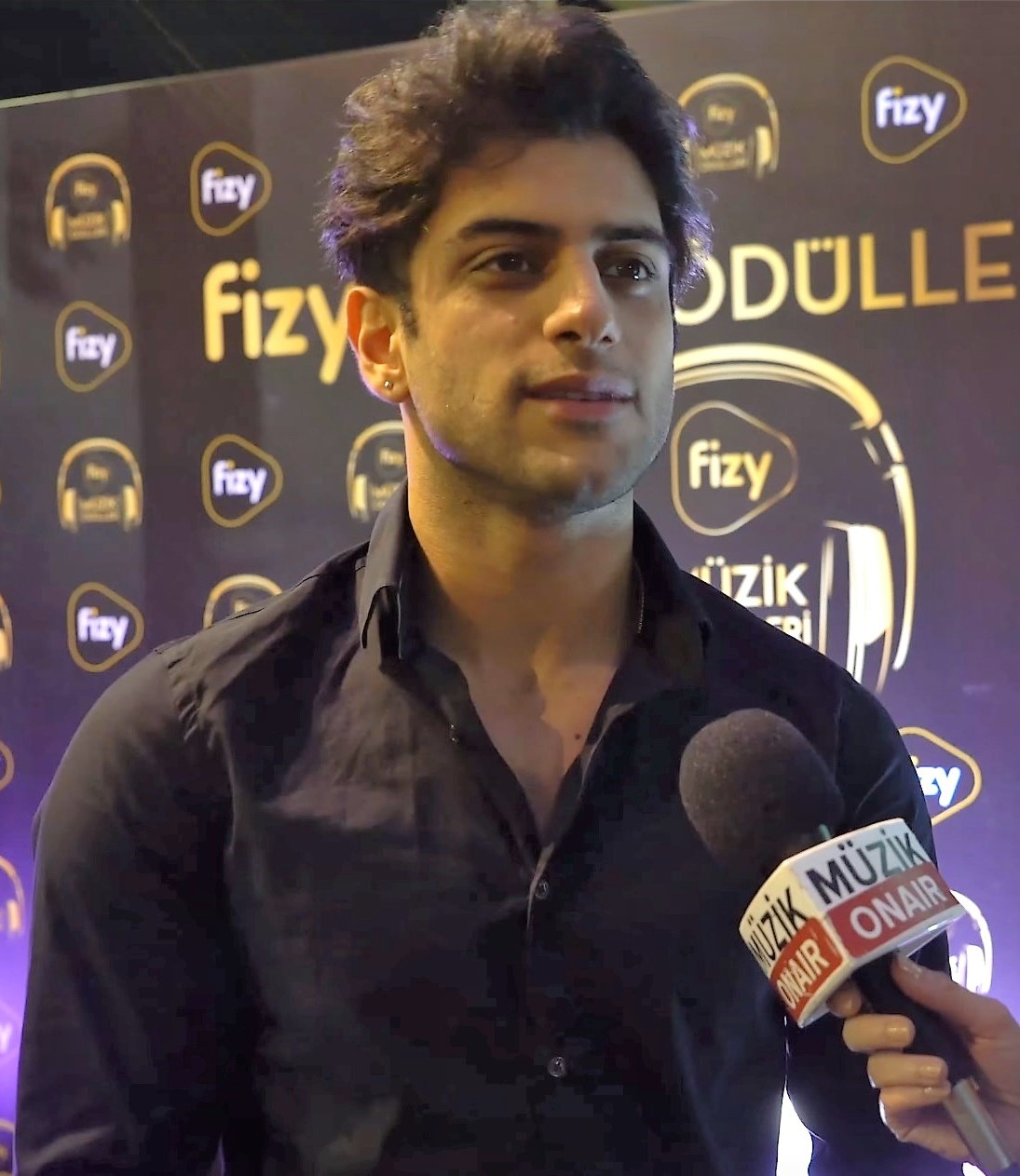
Reynmen (* 1995)

- Reyno, Walter (1935–2014), uruguayischer Schauspieler und Regisseur
- Reynoard, Marie (1897–1945), französische Widerstandskämpferin gegen den Nationalsozialismus
- Reynold, Antoine de († 1708), Schweizer römisch-katholischer Geistlicher
- Reynold, Gonzague de (1880–1970), Schweizer Schriftsteller und Professor
- Reynold, Hannah (* 1991), schwedische Sängerin
- Reynold, Louise de (1827–1912), Schweizer Wohltäterin
- Reynolds, Adeline De Walt (1862–1961), US-amerikanische Schauspielerin
- Reynolds, Alastair (* 1966), britischer Science-Fiction-AutorAlastair Reynolds (* 1966)

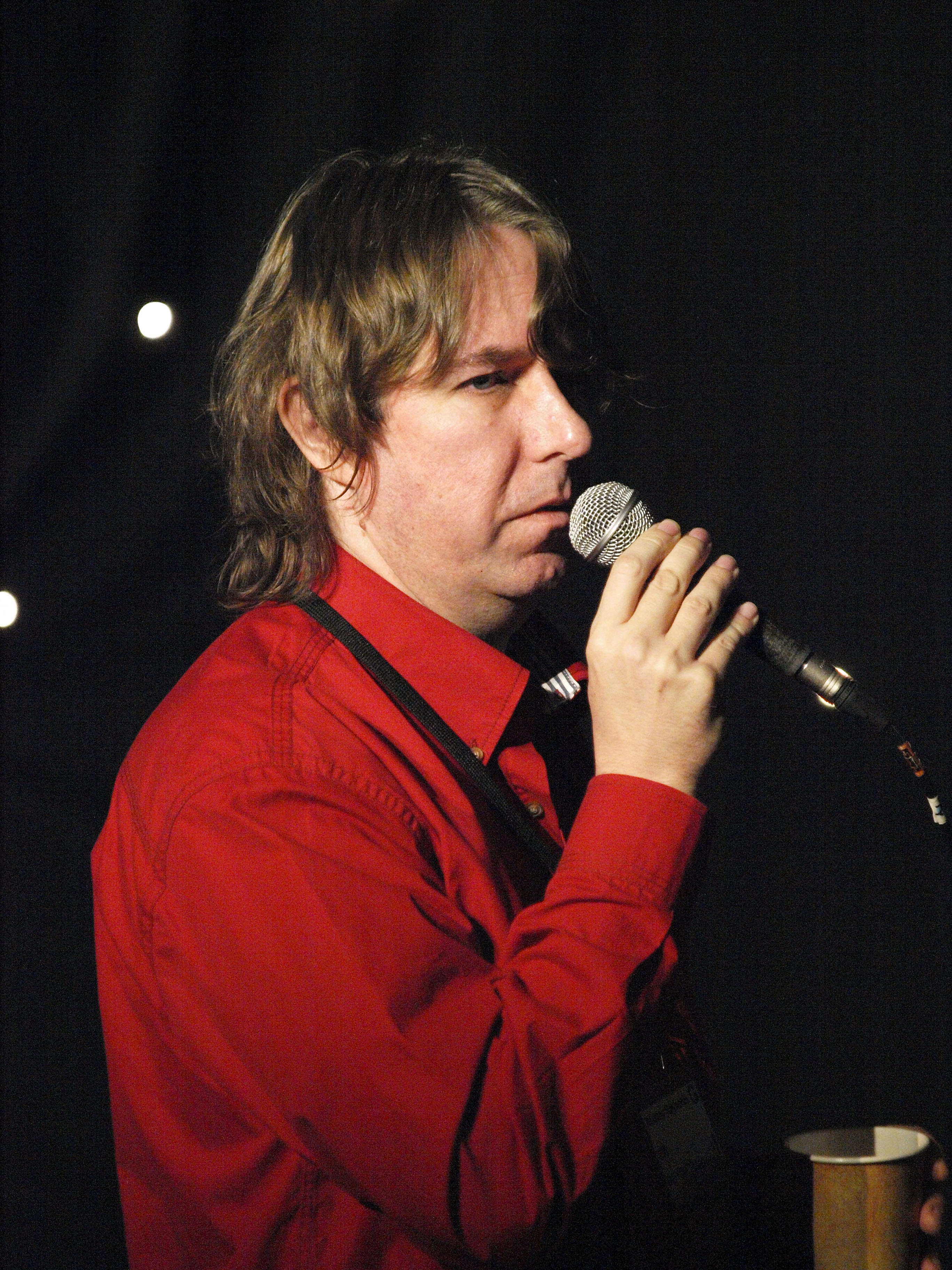
Alastair Reynolds (* 1966)

- Reynolds, Albert (1932–2014), irischer Politiker; Ministerpräsident Irlands (1992–1994)
- Reynolds, Albert (* 1988), lucianischer Speerwerfer
- Reynolds, Amanda (* 1971), australische Parakanutin
- Reynolds, Andrew (* 1978), US-amerikanischer Skateboarder
- Reynolds, Anna (1930–2014), englische Opernsängerin (Alt)
- Reynolds, Barbara G., guyanische Erziehungswissenschaftlerin und Menschenrechtsexpertin
- Reynolds, Ben (* 1978), bahamaischer Fusion- und Jazzmusiker (Schlagzeug) und Musikkomiker
- Reynolds, Ben F. (1890–1948), US-amerikanischer Kameramann
- Reynolds, Blind Joe († 1968), US-amerikanischer Blues-Gitarrist, Sänger und Songschreiber
- Reynolds, Bobby (* 1967), US-amerikanischer Eishockeyspieler
- Reynolds, Bobby (* 1982), US-amerikanischer Tennisspieler
- Reynolds, Brian (* 1967), US-amerikanischer Computerspieldesigner
- Reynolds, Bruce (1931–2013), britischer Postzugräuber
- Reynolds, Bryan (* 2001), US-amerikanischer Fußballspieler
- Reynolds, Burt (1936–2018), US-amerikanischer SchauspielerBurt Reynolds (1936–2018)

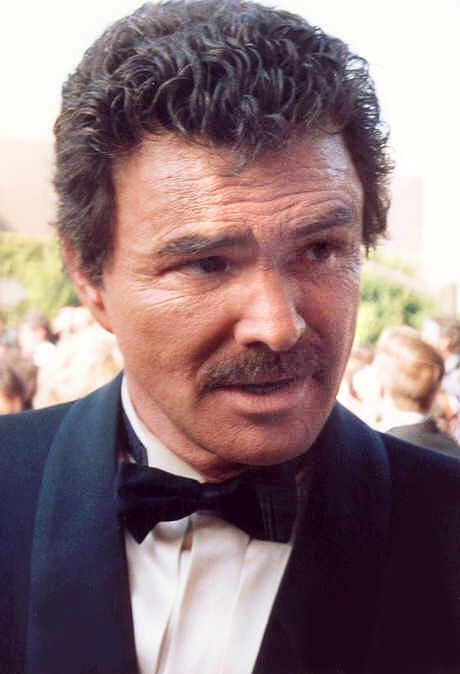
Burt Reynolds (1936–2018)

- Reynolds, Candy (* 1955), US-amerikanische Tennisspielerin
- Reynolds, Charles A. (1848–1936), US-amerikanischer Bauingenieur und Politiker
- Reynolds, Corey (* 1974), US-amerikanischer Schauspieler und Musicaldarsteller
- Reynolds, Craig (* 1953), US-amerikanischer Experte für künstliches Leben und Computergrafik
- Reynolds, Dan (* 1987), amerikanischer Sänger und Songschreiber
- Reynolds, David, US-amerikanischer Drehbuchautor und Schauspieler
- Reynolds, Dean (* 1963), englischer Snookerspieler
- Reynolds, Dean (* 1992), walisischer Dartspieler
- Reynolds, Debbie (1932–2016), US-amerikanische Schauspielerin und Sängerin
- Reynolds, Edward (1599–1676), Bischof von Norwich der Church of England und Autor
- Reynolds, Edwin R. (1816–1908), US-amerikanischer Politiker
- Reynolds, Eric, amerikanischer Filmtechniker für visuelle Effekte
- Reynolds, Finn (* 2000), neuseeländischer Tennisspieler
- Reynolds, Foster Adolph (1884–1960), US-amerikanischer Instrumentenbauer
- Reynolds, Gene (1923–2020), US-amerikanischer Schauspieler, Fernsehregisseur, Fernsehproduzent und Drehbuchautor
- Reynolds, Gerry (* 1961), irischer Politiker (Fine Gael)
- Reynolds, Gideon (1813–1896), US-amerikanischer Politiker
- Reynolds, Gilbert Westacott (1895–1967), südafrikanischer Botaniker
- Reynolds, Harry (1874–1940), irischer Bahnradsportler und Weltmeister
- Reynolds, Harry (* 1935), britischer Radrennfahrer
- Reynolds, Harry (* 1964), US-amerikanischer Sprinter und Olympiasieger
- Reynolds, Henry (* 1938), australischer Historiker
- Reynolds, Henry Revell (1745–1811), britischer Arzt
- Reynolds, Ignatius Aloysius (1798–1855), US-amerikanischer Geistlicher, Bischof von Charleston
- Reynolds, J. Sargeant (1936–1971), US-amerikanischer Politiker
- Reynolds, Jack (1881–1962), englischer Fußballspieler und Fußballtrainer
- Reynolds, James (1817–1876), britischer Verleger
- Reynolds, James (* 1953), US-amerikanischer Komponist von Hörspiel- und Theatermusik
- Reynolds, James B. (1779–1851), US-amerikanischer Politiker
- Reynolds, James Henry (1844–1932), britischer Offizier, zuletzt Lieutenant-Colonel
- Reynolds, Jason (* 1983), US-amerikanischer Schriftsteller
- Reynolds, Jeff (* 1966), US-amerikanischer Sprinter
- Reynolds, Jerry (1867–1944), schottischer Fußballspieler
- Reynolds, Jody (1932–2008), US-amerikanischer Rockabilly-Sänger
- Reynolds, John († 1788), britischer Marineoffizier, Gouverneur der Province of Georgia
- Reynolds, John (1788–1865), US-amerikanischer Jurist und Politiker, Gouverneur von Illinois (1830–1834)
- Reynolds, John (1794–1868), irischer Politiker, Mitglied des House of Commons
- Reynolds, John (1874–1949), britischer Astronom, Präsident der Royal Astronomical Society
- Reynolds, John (1923–2000), US-amerikanischer Geophysiker
- Reynolds, John Fulton (1820–1863), Generalmajor der Union im SezessionskriegJohn Fulton Reynolds (1820–1863)

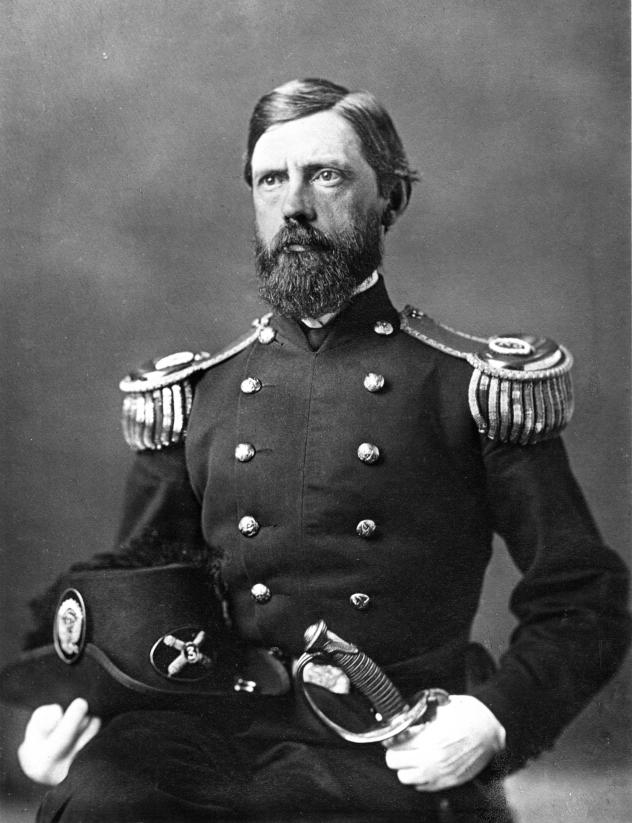
John Fulton Reynolds (1820–1863)

- Reynolds, John Hazard (1819–1875), US-amerikanischer Jurist und Politiker
- Reynolds, John J. (1812–1908), US-amerikanischer Politiker
- Reynolds, John Merriman (1848–1933), US-amerikanischer Politiker
- Reynolds, John Russell (1828–1896), britischer Neurologe
- Reynolds, John W. (1921–2002), US-amerikanischer Jurist und Politiker
- Reynolds, Jonathan (* 1980), britischer Politiker
- Reynolds, Joseph (1785–1864), US-amerikanischer Jurist und Politiker
- Reynolds, Joshua (1723–1792), englischer MalerJoshua Reynolds (1723–1792)

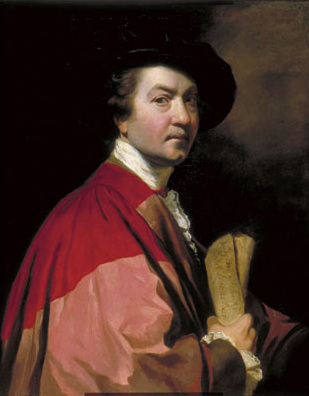
Joshua Reynolds (1723–1792)

- Reynolds, Joyce (1924–2019), US-amerikanische Schauspielerin
- Reynolds, Joyce K. (1952–2015), US-amerikanische Informatikerin und Internet-Pionierin
- Reynolds, Katherine (* 1987), US-amerikanische Fußballspielerin
- Reynolds, Keith (* 1963), britischer Radrennfahrer
- Reynolds, Kevin (* 1952), US-amerikanischer Filmregisseur und Drehbuchautor
- Reynolds, Kevin (* 1990), kanadischer Eiskunstläufer
- Reynolds, Kim (* 1959), US-amerikanische Politikerin
- Reynolds, Kristina (* 1984), deutsche Hockeyspielerin
- Reynolds, LaRoy (* 1990), US-amerikanischer American-Football-Spieler
- Reynolds, Lauren (* 1991), australische Radrennfahrerin
- Reynolds, Leighton Durham (1930–1999), britischer Altphilologe
- Reynolds, Mack (1917–1983), US-amerikanischer Science-Fiction-Autor
- Reynolds, Malvina (1900–1978), US-amerikanische Sängerin, Komponistin und politische Aktivistin
- Reynolds, Maria (1768–1828), Geliebte von Alexander Hamilton
- Reynolds, Marjorie (1917–1997), US-amerikanische Schauspielerin
- Reynolds, Mark (* 1955), US-amerikanischer Segler
- Reynolds, Mark (* 1987), schottischer Fußballspieler
- Reynolds, Mark (* 1988), nordirischer Eishockeyspieler
- Reynolds, Martin (* 1949), britischer Sprinter
- Reynolds, Mary (1889–1974), irische Politikerin
- Reynolds, Mary (1891–1950), US-amerikanische Buchbinderin
- Reynolds, Mary (* 1974), irische Gärtnerin und Umweltaktivistin
- Reynolds, Mel (* 1952), US-amerikanischer Politiker
- Reynolds, Nancy (* 1970), US-amerikanische Beachvolleyballspielerin
- Reynolds, Norman (1934–2023), britischer Filmarchitekt
- Reynolds, Osborne (1842–1912), britischer PhysikerOsborne Reynolds (1842–1912)

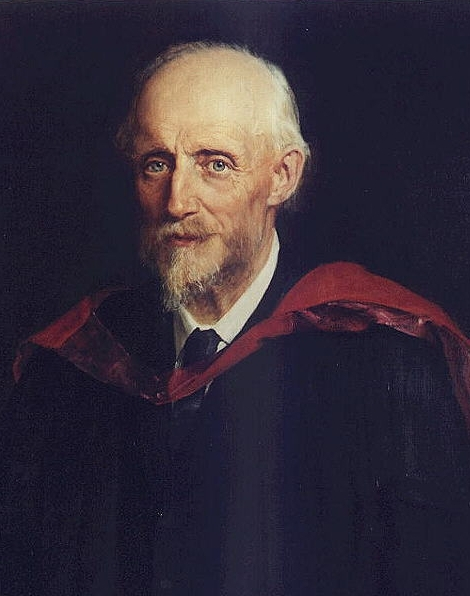
Osborne Reynolds (1842–1912)

- Reynolds, Patrick J. (1920–2003), irischer Politiker
- Reynolds, Peter (1948–2012), australischer Schwimmer
- Reynolds, R. J. (1850–1918), US-amerikanischer Geschäftsmann und Gründer der R. J. Reynolds Tobacco Company
- Reynolds, Richard (* 1977), britischer Aktivist der Guerillagardening-Bewegung
- Reynolds, Robert J. (1838–1909), US-amerikanischer Politiker
- Reynolds, Robert Rice (1884–1963), US-amerikanischer Politiker
- Reynolds, Roger (* 1934), US-amerikanischer Komponist
- Reynolds, Roger Edward (1936–2014), US-amerikanischer Mediävist
- Reynolds, Roxy (* 1983), US-amerikanische Pornodarstellerin, Rapperin und Fotomodel
- Reynolds, Royal C. (1910–2003), US-amerikanischer Offizier, Brigadegeneral der US-Army
- Reynolds, Ryan (* 1976), kanadisch-US-amerikanischer SchauspielerRyan Reynolds (* 1976)

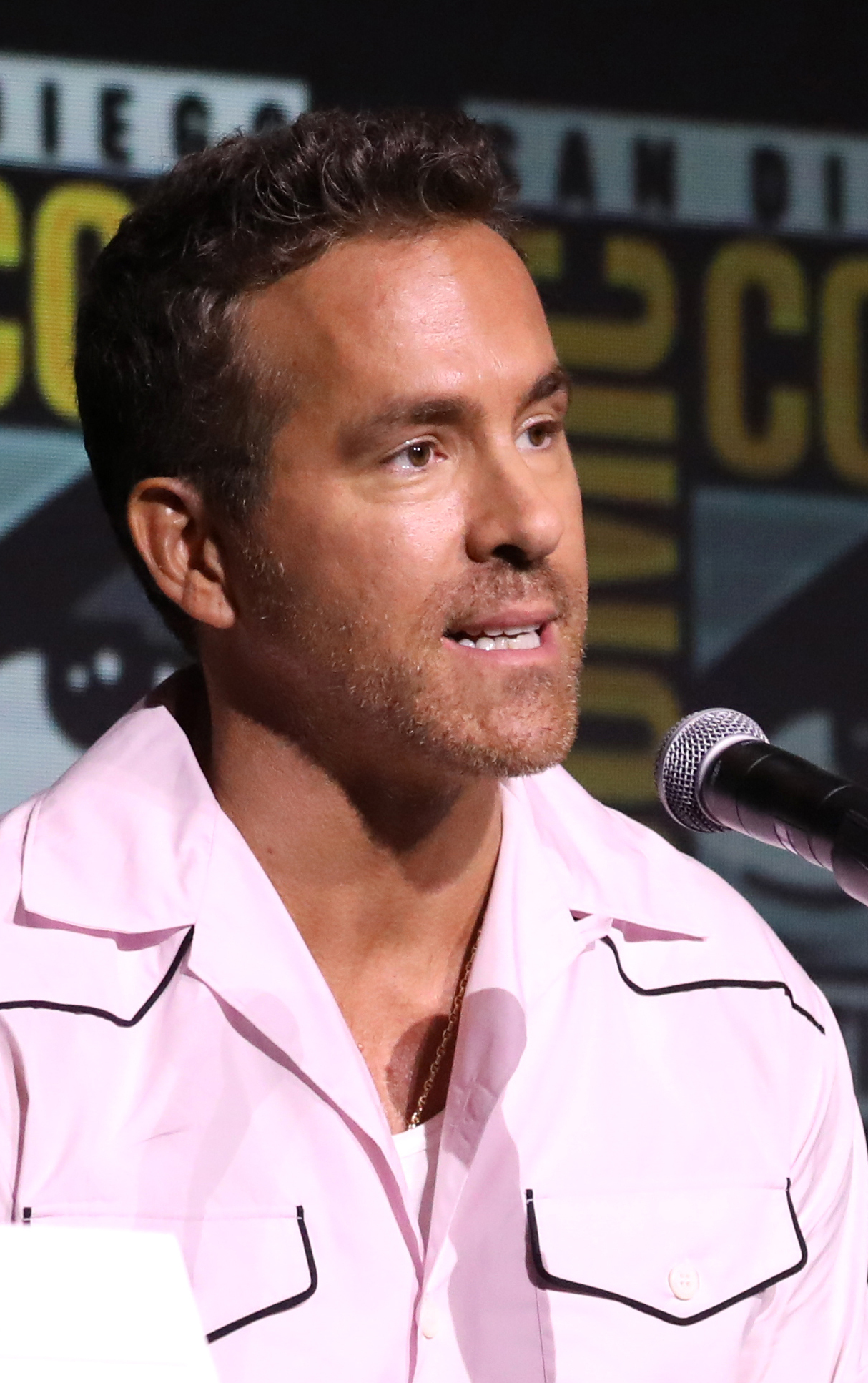
Ryan Reynolds (* 1976)

- Reynolds, Samuel W. (1890–1988), US-amerikanischer Politiker (Republikanische Partei)
- Reynolds, Sandra (* 1934), südafrikanische Tennisspielerin
- Reynolds, Scott (* 1981), kanadischer Eishockeyspieler
- Reynolds, Sheldon (1923–2003), US-amerikanischer Fernsehproduzent, Filmregisseur und Drehbuchautor
- Reynolds, Simon (* 1963), britischer Musikjournalist und Sachbuch-Essayist
- Reynolds, Sophie (* 1999), US-amerikanische Schauspielerin
- Reynolds, Stan (1926–2018), britischer Jazzmusiker
- Reynolds, Susan (1929–2021), britische Historikerin
- Reynolds, Tanya (* 1991), englische Schauspielerin
- Reynolds, Tessie († 1955), britische Radsportlerin
- Reynolds, Thomas (1796–1844), US-amerikanischer Jurist und Politiker
- Reynolds, Thomas (1818–1875), australischer Politiker, Unternehmer, Premierminister von South Australia
- Reynolds, Thomas Caute (1821–1887), US-amerikanischer Politiker
- Reynolds, Thomas M. (* 1950), US-amerikanischer Politiker
- Reynolds, Tina, irische Schlagersängerin
- Reynolds, Tommy (1917–1986), US-amerikanischer Jazz-Klarinettist und Bigband-Leader
- Reynolds, Vera (1899–1962), US-amerikanische Schauspielerin
- Reynolds, Virginia Richmond (1866–1903), US-amerikanische Malerin
- Reynolds, Walter († 1327), englischer Geistlicher, Lordkanzler und Erzbischof von Canterbury
- Reynolds, Walter Guernsey (1873–1953), US-amerikanischer Organist und Komponist
- Reynolds, Wellington J. (1865–1949), US-amerikanischer Porträt- und Landschaftsmaler sowie Kunstpädagoge am Art Institute of Chicago
- Reynolds, William (1931–2022), US-amerikanischer Schauspieler
- Reynolds, William H. (1910–1997), US-amerikanischer Filmeditor
- Reynolds, Winston A. (1922–1985), US-amerikanischer Romanist, Hispanist und Mexikanist
- Reynolds-Stephens, William (1862–1943), britischer Bildhauer, Maler, Designer und Kunsthandwerker
- Reynolds-Wasco, Sandy, US-amerikanische Szenenbildnerin
- Reynor, Jack (* 1992), US-amerikanisch-irischer SchauspielerJack Reynor (* 1992)

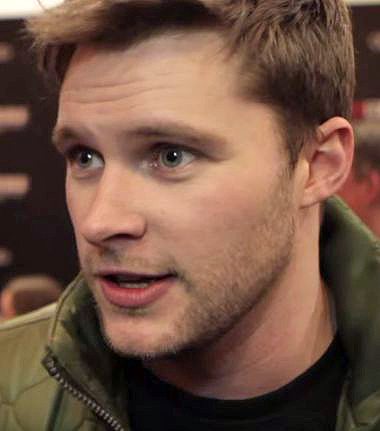
Jack Reynor (* 1992)

- Reynoso Cervantes, Luis (1926–2000), mexikanischer Geistlicher, römisch-katholischer Bischof von Cuernavaca
- Reynoso Fernandez Filho, José Roberto (* 1980), brasilianischer Springreiter
- Reynoso Hidalgo, Valentin (* 1942), dominikanischer Geistlicher, emeritierter römisch-katholischer Weihbischof in Santiago de los Caballeros
- Reynoso, Alfonso (* 1953), mexikanischer Fußballtorhüter
- Reynoso, Héctor (* 1980), mexikanischer Fußballspieler
- Reynoso, José (* 1977), peruanischer Radrennfahrer
- Reynoso, Juan (* 1969), peruanischer Fußballspieler und -trainer
- Reynoso, Julissa (* 1975), US-amerikanische Diplomatin
- Reynoso, Tomás (* 1935), mexikanischer Fußballspieler
- Reynouard, Vincent (* 1969), französischer Chemieingenieur, Mathematiklehrer und Geschichtsrevisionist
- Reynst, Gerard († 1615), niederländischer Kaufmann und Reeder, Gouverneur-General von Niederländisch-Indien
- Reynst, Lambert (1613–1679), Bürgermeister von Amsterdam
- Reyntjens, Henricus Engelbert (1817–1900), niederländischer Genremaler

### Reyp
- Reypka, Wilfried (* 1961), deutscher Fußballspieler

### Reyr
- Reyrolle, Alphonse Constant (1864–1919), französischer Elektrotechniker

### Reys
- Reys, Jakub, polnischer Lautenist und Komponist
- Reys, Rita (1924–2013), niederländische Jazz-Sängerin
- Reyscher, August Ludwig (1802–1880), deutscher Rechtsgelehrter, Politiker (DP), MdR und Philhellene
- Reysmann, Theodor, deutscher Lehrer, evangelischer Pfarrer und Dichter des Humanismus
- Reyssat, Éric, französischer Mathematiker

### Reyt
- Reytan, Tadeusz (1742–1780), polnischer Sejmabgeordneter
- Reyté, Carlos (* 1956), kubanischer Sprinter

### Reyz
- Reyzl, Josef (1874–1938), österreichisch-tschechoslowakischer Politiker